# Save Me (Skillet)
Save Me rappresenta il terzo singolo estratto dall'album Victorius della band statunitense Skillet.
Il giorno 2 agosto 2019 il singolo è stato pubblicato nel canale ufficiale di YouTube.